# Niezmiennik j

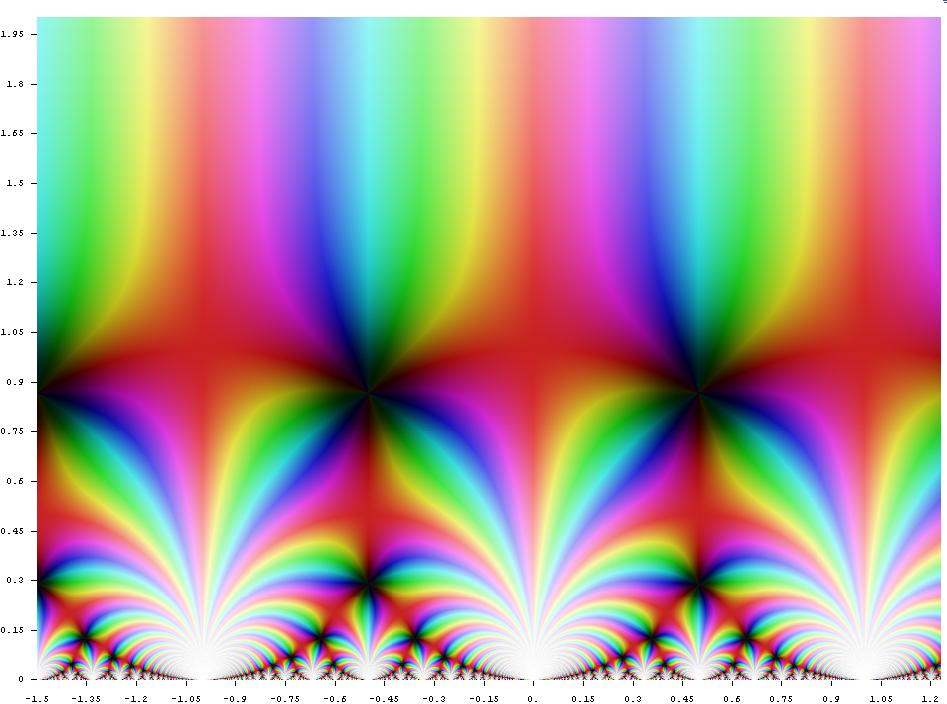
Funkcja na płaszczyźnie zespolonej

Niezmiennik {\displaystyle j}, inaczej {\displaystyle j}-niezmiennik – pojęcie matematyczne wprowadzone przez Kleina, definiowalne na dwa sposoby:
- czysto algebraiczny, związany z krzywymi eliptycznymi,
- analityczny, jako specyficzna funkcja modularna.

## Definicja analityczna
Niezmiennik {\displaystyle j,} zapisywany {\displaystyle j(\tau )} definiuje się dla wartości zespolonych {\displaystyle \tau } z górnej półpłaszczyzny zespolonej, tzn. takich, dla których {\displaystyle \Im \tau >0.} Używając jako punktu wyjścia funkcji theta Jacobiego, {\displaystyle j} można zdefiniować w następujący sposób:
{\displaystyle j(\tau )=32{\frac {[\vartheta (0;\tau )^{8}+\vartheta _{01}(0;\tau )^{8}+\vartheta _{10}(0;\tau )^{8}]^{3}}{[\vartheta (0;\tau )\vartheta _{01}(0;\tau )\vartheta _{10}(0;\tau )]^{8}}},}
gdzie {\displaystyle \vartheta ,} {\displaystyle \vartheta _{01}} i {\displaystyle \vartheta _{10}} to, odpowiednio, funkcja theta Jacobiego oraz dwie funkcje pomocnicze theta. Inna możliwa definicja niezmiennika {\displaystyle j} to:
{\displaystyle j(\tau )={\frac {g_{2}^{3}}{\Delta }},}
gdzie {\displaystyle g_{2}} to ‘drugi niezmiennik modularny’ zdefiniowany w terminach szeregu Eisensteina (dokładnie, jako {\displaystyle 60G_{2},} gdzie {\displaystyle G_{2}} to drugi wyraz tego szeregu), zaś {\displaystyle \Delta } to wyróżnik modularny.

## Definicja algebraiczna
Niech
{\displaystyle E:y^{2}+a_{1}xy+a_{3}y=x^{3}+a_{2}x^{2}+a_{4}x+a_{6}}
będzie krzywą eliptyczną nad dowolnym ciałem. Zdefiniujmy:
{\displaystyle {\begin{array}{l}b_{2}=a_{1}^{2}+4a_{2},&b_{4}=a_{1}a_{3}+2a_{4},\\b_{6}=a_{3}^{2}+4a_{6},&b_{8}=a_{1}^{2}a_{6}-a_{1}a_{3}a_{4}+a_{2}a_{3}^{2}+4a_{2}a_{6}-a_{4}^{2},\\c_{4}=b_{2}^{2}-24b_{4},&c_{6}=-b_{2}^{3}+36b_{2}b_{4}-216b_{6}\end{array}}}
oraz
{\displaystyle \Delta _{E}=-b_{2}^{2}b_{8}+9b_{2}b_{4}b_{6}-8b_{4}^{3}-27b_{6}^{2}}
(wyróżnik krzywej).
{\displaystyle j}-niezmiennik takiej krzywej definiujemy jako:
{\displaystyle j_{E}={\frac {c_{4}^{3}}{\Delta }}.}
W szczególnym przypadku, gdy charakterystyka ciała bazowego jest różna od 2 i 3, definicję tę możemy uprościć do postaci:
{\displaystyle j_{E}=1728{\frac {c_{4}^{3}}{c_{4}^{3}-c_{6}^{2}}}.}

## Własności
{\displaystyle j,} rozumiany jako funkcja zespolona, jest tzw. absolutnym niezmiennikiem modularnym, co oznacza, że spełnia zależności:
{\displaystyle j(\tau +1)=j(\tau ),}
{\displaystyle j\left(-{\frac {1}{\tau }}\right)=j(\tau ).}